# Tramagal
Tramagal  è una freguesia che si trova nel comune di Abrantes  nel Distretto di Santarém della Regione Centro, in Portogallo.

## Geografia
La freguesia si trova nella parte a occidente del comune, sulla riva sinistra del fiume Tago.

## Storia
La località viene menzionata almeno sin dal XV secolo e secondo la leggenda sarebbe stata fondata da Eleonora di Viseu.

## Monumenti e luoghi d'interesse

### Architetture religiose
- Chiesa di Nostra Signora di Oliveira
- Chiesa  di Nostra Signora da Conceição

### Architetture civili
- Monumento a Eduardo Duarte Ferreira

## Sport

### Calcio
La principale squadra cittadina è il Tramagal, che ha militato alcune stagioni nella serie cadetta lusitana.